# Mistrzostwa Świata w Piłce Nożnej 2006 (eliminacje strefy UEFA)/Grupa 7
Eliminacje do Mistrzostwa Świata w Piłce Nożnej 2006 w strefie UEFA rozegrane zostały w grupach systemem każdy z każdym, mecz i rewanż. W grupie 7 znalazły się następujące drużyny:
- Belgia
- Bośnia i Hercegowina
- Hiszpania
- Litwa
- San Marino
- Serbia i Czarnogóra

Bezpośredni awans na mundial uzyskała reprezentacja Serbii i Czarnogóry, natomiast do baraży trafili Hiszpanie.

## Tabela
Grupa 7:
| Reprezentacja        | Pkt | M  | W | R | P  | Br+ | Br- | +/- |
| -------------------- | --- | -- | - | - | -- | --- | --- | --- |
| Serbia i Czarnogóra  | 22  | 10 | 6 | 4 | 0  | 16  | 1   | 15  |
| Hiszpania            | 20  | 10 | 5 | 5 | 0  | 19  | 3   | 16  |
| Bośnia i Hercegowina | 16  | 10 | 4 | 4 | 2  | 12  | 9   | 3   |
| Belgia               | 12  | 10 | 3 | 3 | 4  | 16  | 11  | 5   |
| Litwa                | 10  | 10 | 2 | 4 | 4  | 8   | 9   | -1  |
| San Marino           | 0   | 10 | 0 | 0 | 10 | 2   | 40  | -38 |

|                      | Belgia | Bośnia i Hercegowina | Hiszpania | Litwa | San Marino | Serbia i Czarnogóra |
| -------------------- | ------ | -------------------- | --------- | ----- | ---------- | ------------------- |
| Belgia               | –      | 4:1                  | 0:2       | 1:1   | 8:0        | 0:2                 |
| Bośnia i Hercegowina | 1:0    | –                    | 1:1       | 1:1   | 3:0        | 0:0                 |
| Hiszpania            | 2:0    | 1:1                  | –         | 1:0   | 5:0        | 1:1                 |
| Litwa                | 1:1    | 0:1                  | 0:0       | –     | 4:0        | 0:2                 |
| San Marino           | 1:2    | 1:3                  | 0:6       | 0:1   | –          | 0:3                 |
| Serbia i Czarnogóra  | 0:0    | 1:0                  | 0:0       | 2:0   | 5:0        | –                   |

## Wyniki
| 4 września 2004 20:15 | Belgia · Wesley Sonck 61' | 1:1(0:0)raport | Litwa · Edgaras Jankauskas 73' | Stade du Pays de Charleroi, Charleroi Widzów: 19 218 Sędzia: Loizos Loizou (Cypr) |
|                       |                           |                |                                |                                                                                   |

| 4 września 2004 20:30 | San Marino | 0:3(0:2)raport | Serbia i Czarnogóra · Zvonimir Vukić 4' · Nenad Jestrović 15' · Nenad Jestrović 83' | Stadion Olimpijski, Serravalle Widzów: 1 137 Sędzia: Akmalkhan Kholmatov (Kazachstan) |
|                       |            |                |                                                                                     |                                                                                       |

| 8 września 2004 19:15 | Litwa · Edgaras Jankauskas 18' · Edgaras Jankauskas 50' · Tomas Danilevičius 65' · Andrius Gedgaudas 90+2' | 4:0(1:0)raport | San Marino | Stadion im. S. Dariusa i Girėnasa, Kowno Widzów: 4 000 Sędzia: Sokol Jareci (Albania) |
|                       | |                |            |                                                                                       |

| 8 września 2004 20:15 | Bośnia i Hercegowina · Elvir Bolić 79' | 1:1(0:0)raport | Hiszpania · Vicente 65' | Bilino Polje, Zenica Widzów: 14 380 Sędzia: Massimo De Santis (Włochy) |
|                       |                                        |                |                         |                                                                        |

| 9 października 2004 20:15 | Bośnia i Hercegowina | 0:0raport | Serbia i Czarnogóra | Stadion im. Asima Ferhatovicia Hasego, Sarajewo Widzów: 22 440 Sędzia: Gilles Veissière (Francja) |
|                           |                      |           |                     |                                                                                                   |

| 9 października 2004 21:45 | Hiszpania · Albert Luque 60' · Raúl 65' | 2:0(0:0)raport | Belgia | Estadio El Sardinero, Santander Widzów: 17 000 Sędzia: Kim Milton Nielsen (Dania) |
|                           |                                         |                |        |                                                                                   |

| 13 października 2004 20:00 | Serbia i Czarnogóra · Savo Milošević 35' · Dejan Stanković 45+1' · Dejan Stanković 50' · Ognjen Koroman 53' · Zvonimir Vukić 69' | 5:0(2:0)raport | San Marino | Stadion Crvena Zvezda, Belgrad Widzów: 4 000 Sędzia: Lassin Isaksen (Wyspy Owcze) |
|                            | |                |            |                                                                                   |

| 13 października 2004 21:15 | Litwa | 0:0raport | Hiszpania | Stadion Žalgiris, Wilno Widzów: 9 114 Sędzia: Éric Poulat (Francja) |
|                            |       |           |           |                                                                     |

| 17 listopada 2004 20:15 | Belgia | 0:2(0:1)raport | Serbia i Czarnogóra · Zvonimir Vukić 7' · Mateja Kežman 60' | Stadion Króla Baudouina I, Bruksela Widzów: 28 350 Sędzia: Peter Fröjdfeldt (Szwecja) |
|                         |        |                |                                                             |                                                                                       |

| 17 listopada 2004 20:30 | San Marino | 0:1(0:1)raport | Litwa · Deividas Česnauskis 41' | Stadion Olimpijski, Serravalle Widzów: 1 457 Sędzia: Karen Nalbandyan (Armenia) |
|                         |            |                |                                 |                                                                                 |

| 26 marca 2005 20:15 | Belgia · Émile Mpenza 15' · Koen Daerden 44' · Émile Mpenza 54' · Thomas Buffel 77' | 4:1(2:1)raport | Bośnia i Hercegowina · Elvir Bolić 1' | Stadion Króla Baudouina I, Bruksela Widzów: 36 700 Sędzia: Vladimir Hriňák (Słowacja) |
|                     |                                                                                     |                |                                       |                                                                                       |

| 30 marca 2005 20:00 | Bośnia i Hercegowina · Zvjezdan Misimović 21' | 1:1(1:0)raport | Litwa · Marius Stankevičius 60' | Stadion im. Asima Ferhatovicia Hasego, Sarajewo Widzów: 6 000 Sędzia: Jurij Baskakow (Rosja) |
|                     |                                               |                |                                 |                                                                                              |

| 30 marca 2005 20:30 | San Marino · Andy Selva 41' | 1:2(1:1)raport | Belgia · Timmy Simons 18' (k.) · Daniel Van Buyten 65' | Stadion Olimpijski, Serravalle Widzów: 871 Sędzia: George Kasnaferis (Grecja) |
|                     |                             |                |                                                        |                                                                               |

| 30 marca 2005 21:00 | Serbia i Czarnogóra | 0:0raport | Hiszpania | Stadion Crvena Zvezda, Belgrad Widzów: 48 910 Sędzia: Massimo Busacca (Szwajcaria) |
|                     |                     |           |           |                                                                                    |

| 4 czerwca 2005 20:15 | Serbia i Czarnogóra | 0:0raport | Belgia | Stadion Crvena Zvezda, Belgrad Widzów: 16 662 Sędzia: Walentin Iwanow (Rosja) |
|                      |                     |           |        |                                                                               |

| 4 czerwca 2005 20:30 | San Marino · Andy Selva 39' | 1:3(1:2)raport | Bośnia i Hercegowina · Hasan Salihamidžić 17' · Hasan Salihamidžić 38' · Sergej Barbarez 75' | Stadion Olimpijski, Serravalle Widzów: 750 Sędzia: Bülent Demirlek (Turcja) |
|                      |                             |                |                                                                                              |                                                                             |

| 4 czerwca 2005 21:30 | Hiszpania · Albert Luque 68' | 1:0(0:0)raport | Litwa | Estadio Mestalla, Walencja Widzów: 25 000 Sędzia: Stefano Farina (Włochy) |
|                      |                              |                |       |                                                                           |

| 8 czerwca 2005 22:00 | Hiszpania · Carlos Marchena 90+6' | 1:1(0:1)raport | Bośnia i Hercegowina · Zvjezdan Misimović 39' | Estadio Mestalla, Walencja Widzów: 38 041 Sędzia: Stephen Bennett (Anglia) |
|                      |                                   |                |                                               |                                                                            |

| 3 września 2005 20:15 | Bośnia i Hercegowina · Sergej Barbarez 62' | 1:0(0:0)raport | Belgia | Bilino Polje, Zenica Widzów: 12 000 Sędzia: Olegário Benquerença (Portugalia) |
|                       |                                            |                |        |                                                                               |

| 3 września 2005 20:30 | Serbia i Czarnogóra · Mateja Kežman 18' · Saša Ilić 74' | 2:0(1:0)raport | Litwa | Stadion Crvena Zvezda, Belgrad Widzów: 20 203 Sędzia: Kim Milton Nielsen (Dania) |
|                       |                                                         |                |       |                                                                                  |

| 7 września 2005 20:00 | Litwa | 0:1(0:1)raport | Bośnia i Hercegowina · Sergej Barbarez 28' | Vetros, Wilno Widzów: 4 000 Sędzia: Viktor Kassai (Węgry) |
|                       |       |                |                                            |                                                           |

| 7 września 2005 20:30 | Belgia · Timmy Simons 34' (k.) · Koen Daerden 39' · Thomas Buffel 44' · Mbo Mpenza 52' · Kevin Vandenbergh 53' · Koen Daerden 67' · Mbo Mpenza 71' · Daniel Van Buyten 83' | 8:0(3:0)raport | San Marino | Stadion Olimpijski, Antwerpia Widzów: 8 207 Sędzia: Ian Stokes (Irlandia) |
|                       | |                |            |                                                                           |

| 7 września 2005 22:00 | Hiszpania · Raúl 19' | 1:1(1:0)raport | Serbia i Czarnogóra · Mateja Kežman 68' | Estadio Vicente Calderón, Madryt Widzów: 51 491 Sędzia: Graham Poll (Anglia) |
|                       |                      |                |                                         |                                                                              |

| 8 października 2005 20:00 | Litwa | 0:2(0:1)raport | Serbia i Czarnogóra · Mateja Kežman 44' · Zvonimir Vukić 85' | Vetros, Wilno Widzów: 1 500 Sędzia: Jan Wegereef (Holandia) |
|                           |       |                |                                                              |                                                             |

| 8 października 2005 20:00 | Bośnia i Hercegowina · Elvir Bolić 46' · Elvir Bolić 75' · Elvir Bolić 82' | 3:0(0:0)raport | San Marino | Bilino Polje, Zenica Widzów: 8 500 Sędzia: Alain Hamer (Luksemburg) |
|                           |                                                                            |                |            |                                                                     |

| 8 października 2005 20:45 | Belgia | 0:2(0:0)raport | Hiszpania · Fernando Torres 56' · Fernando Torres 66' | Stadion Króla Baudouina I, Bruksela Widzów: 40 300 Sędzia: Ľuboš Micheľ (Słowacja) |
|                           |        |                |                                                       |                                                                                    |

| 12 października 2005 20:30 | San Marino | 0:6(0:3)raport | Hiszpania · Antonio López 1' · Fernando Torres 11' · Sergio Ramos 31' · Sergio Ramos 48' · Fernando Torres 78' · Fernando Torres 89' (k.) | Stadion Olimpijski, Serravalle Widzów: 3 426 Sędzia: Florian Meyer (Niemcy) |
|                            |            |                | |                                                                             |

| 12 października 2005 20:30 | Serbia i Czarnogóra · Mateja Kežman 7' | 1:0(1:0)raport | Bośnia i Hercegowina | Stadion Crvena Zvezda, Belgrad Widzów: 46 305 Sędzia: Kyros Vassaras (Grecja) |
|                            |                                        |                |                      |                                                                               |

| 12 października 2005 21:30 | Litwa · Olivier Deschacht 82' (sam.) | 1:1(1:1)raport | Belgia · Karel Geraerts 20' | Vetros, Wilno Widzów: 1 500 Sędzia: Michael Riley (Anglia) |
|                            |                                      |                |                             |                                                            |